# PayPal-Mafia
Die „PayPal-Mafia“ ist die scherzhafte Bezeichnung einer Gruppe ehemaliger PayPal-Gründer und -Mitarbeiter, die andere bedeutende Technologieunternehmen im Silicon Valley wie Tesla, Inc., LinkedIn, Palantir Technologies, SpaceX, Affirm, Kiva, YouTube, Yelp und Yammer gegründet und/oder entwickelt haben. Die meisten der Mitglieder besuchten entweder die Stanford University oder die University of Illinois Urbana-Champaign.
Das Phänomen der PayPal-Mafia wurde mit der Gründung von Intel in den späten 1960er Jahren durch Ingenieure verglichen, die zuvor Fairchild Semiconductor gegründet hatten, nachdem sie Shockley Semiconductor verlassen hatten (Traitorous Eight).

## Geschichte
Ursprünglich war PayPal ein Geldüberweisungsdienst, der von einem Unternehmen namens Confinity angeboten wurde, das 1999 von X.com übernommen wurde. Später wurde X.com in PayPal umbenannt und 2002 von eBay aufgekauft. Die ursprünglichen PayPal-Mitarbeiter hatten Schwierigkeiten, sich an die traditionellere Unternehmenskultur von eBay anzupassen, und innerhalb von vier Jahren verließen alle bis auf 12 der ersten 50 Mitarbeiter das Unternehmen. Sie blieben als soziale und geschäftliche Bekannte verbunden, und einige von ihnen arbeiteten in den folgenden Jahren zusammen, um neue Unternehmen und Start-ups zu gründen. Die PayPal-Mafia wird manchmal dafür verantwortlich gemacht, dass nach dem Schock des Platzens der Dotcom-Blase im Jahr 2001 wieder verbraucherorientierte Internetunternehmen aufkamen. Diese Gruppe ehemaliger PayPal-Mitarbeiter wurde so produktiv, dass der scherzhafte Begriff PayPal-Mafia aufkam. Der Begriff wurde noch bekannter, als ein Artikel des Wirtschaftsmagazins Fortune aus dem Jahr 2007 den Begriff in der Überschrift verwendete und ein Foto der erfolgreichen ehemaligen PayPal-Mitarbeiter in typischen Gangsterkleidung zeigte.

## Faktoren für das Entstehen der Gruppe
Die PayPal-Mafia werden in dem Buch Once You're Lucky, Twice You're Good der Journalistin Sarah Lacy untersucht. Laut Lacy spielten das Auswahlverfahren und die technische Ausbildung bei PayPal eine Rolle, aber der Hauptfaktor für ihren späteren Erfolg war das Vertrauen ineinander und die sozialen Beziehungen, das sie dort gewannen. Die Gründer von PayPal förderten enge soziale Bindungen unter den Mitarbeitern, und viele von ihnen vertrauten einander auch nach ihrem Ausscheiden aus PayPal und unterstützten sich gegenseitig. Ein wettbewerbsintensives Umfeld und der gemeinsame Kampf um den Fortbestand des Unternehmens trotz vieler Rückschläge trugen ebenfalls zu einer starken und dauerhaften Kameradschaft unter den ehemaligen Mitarbeitern bei.

## Mitglieder
Zu den Personen, die in den Medien als Mitglieder der PayPal-Mafia bezeichnet werden, gehören:
- Peter Thiel, PayPal-Gründer und ehemaliger Chief Executive Officer, der manchmal als „Don“ der PayPal-Mafia bezeichnet wird
- Max Levchin, PayPal-Gründer und ehemaliger Chief Executive Officer und späterer Mitgründer von Affirm
- Elon Musk, Gründer von X.com, das mit Confinity fusionierte, um PayPal zu bilden. Musk gründete später SpaceX und gründete bzw. führt zahlreiche weitere Unternehmen (Tesla, Inc., Boring Company, OpenAI, Neuralink und Twitter)
- David O. Sacks, ehemaliger COO von PayPal, der später Geni.com und Yammer gründete
- Dave McClure, ehemaliger Marketingdirektor von PayPal, später ein Super-Angel-Investor für Startup-Unternehmen
- Steve Chen, ehemaliger PayPal-Ingenieur, der YouTube mitbegründete
- Chad Hurley, ehemaliger PayPal-Mitarbeiter, der YouTube mitbegründete
- Jawed Karim, ehemaliger PayPal-Mitarbeiter, der YouTube mitbegründete
- Reid Hoffman, ehemaliger Executive Vice President von PayPal, der später LinkedIn gründete und ein früher Investor in Facebook
- Keith Rabois, ehemalige Führungskraft bei PayPal, die später bei LinkedIn, Slide, Square, Khosla Ventures und für Peter Thiel im Founders Fund arbeitete, Investor in u. a. YouTube, Yelp und LinkedIn
- Premal Shah, ehemaliger PayPal-Mitarbeiter, wurde später der Gründungspräsident von Kiva.org
- Russel Simmons, ehemaliger PayPal-Ingenieur und späterer Mitbegründer von Yelp
- Jeremy Stoppelman, ehemaliger Vizepräsident für Technologie bei PayPal und späterer Mitbegründer von Yelp
- Yishan Wong, ehemaliger technischer Leiter bei PayPal, arbeitete später bei Facebook, wurde CEO von Reddit und gründete Terraformation Inc.
- Jack Selby, ehemaliger Vizepräsident für Unternehmens- und internationale Entwicklung bei PayPal und Mitbegründer von Clarium Capital mit Peter Thiel
- Ken Howery, ehemaliger US-Botschafter in Schweden und aktueller US-Botschafter in Dänemark

## Politik
Einige Mitglieder der Gruppe wie Peter Thiel, David O. Sacks und Elon Musk äußerten sich später politisch und vertraten dabei vorwiegend libertäre bzw. konservative Ansichten.
Nach der Präsidentschaftswahl in den Vereinigten Staaten 2024 schrieb der britische Economist, ⁣⁣dass die PayPal-Mafia mit der Wahl Trumps die „US-Regierung übernehmen würde“. So wurde der Thiel-Protegé JD Vance Vizepräsident, während Musk zum Leiter des Department of Government Efficiency (DOGE) und Sacks zu Trumps Berater für KI und Kryptowährungen wurde. Musk hatte zuvor über 250 Millionen US-Dollar für Trumps Wiederwahl gespendet.